# Ендодонција
Ендодонција је грана стоматологије која се бави изучавањем и санацијом малформација, болести и повреда унутрашњости зуба тј. ендодонцијумом. (лат. endo – унутар), (лат. odontium – зуб).

## Област ендодонције
У Србији, специјализација из ендодонције (пун назив: специјализација из болести зуба и ендодонције) подразумева додатне 3 године специјалистичког стажа. Након полагања специјалистичког испита пред специјалистичком комисијом стиче се титула специјалисте болести зуба и ендодонције. 
Ендодонција такође подразумева санацију обољења и повреда тзв. апексног пародонцијума (врх корена зуба, периодонтални простор региона и кост региона). У неким земљама (у зависности од законске регулативе и принципа стоматолошке коморе) се специјалисти ендодонције баве и хирургијом апексног пародонцијума.

## Ендодонцијум
Ендодонцијум се састоји од крвних судова, лимфних судова, нерава, везивног ткива итд. Специфичан вид ћелија које се могу наћи унутар зубне пулпе јесу тзв. одонтобласти.

## Болести зубне пулпе
Болести зубне пулпе (лат. pulpa dentis) најчешће настају као последица компликације каријеса тј. напредовањем деструкције тврде зубне супстанце (глеђи, дентина а ређе и цемента зуба) до зубне пулпе. Зубна пулпа регаује на пристиглу инфекцију упалним процесом што се манифестује појавом зубобоље. Ређе се упале зубне пулпе могу јавити као последица продирања бактеријских токсина до зубне пулпе кроз дентинске каналиће или преко пародонталног џепа до отвора на врху корена зуба. Траума је такође чест узрок повреде или упале зубне пулпе. 

## Лечење зубне пулпе
Лечење обољења зубне пулпе се могу кретати у два смера.
Једна јесте санација обољења уз очување зубне пулпе што се махом постиже применом одређених медикамената. 
Други смер јесте санација обољења зубне пулпе вађењем зубне пулпе (екстирпацијом), адекватном обрадом канала корена пулпе а након тога и пуњењем (обтурацијом) канала корена зуба гутаперком и адекватним силером.
|  | Молимо Вас, обратите пажњу на важно упозорење у вези са темама из области медицине (здравља). |